# 上村建設工業
上村建設工業株式会社（かみむらけんせつこうぎょう）は、新潟県中魚沼郡津南町に本社を置く総合建設会社（地方ゼネコン）。新分野進出として千葉県でビジネスホテルを経営している。

## 事業内容
- 特定建設業（国土交通大臣許可）
- 土木、建築工事の設計施工
- 一級建築士事務所（新潟県知事登録）
- 宅地建物取引業（国土交通大臣免許）

## 沿革
- 1930年（昭和5年）- 5月、上村木材工業所を創業（前会長、上村岩雄）。
- 1950年（昭和25年）- 2月5日、建設業初年度登録。
- 1953年（昭和28年）- 6月13日資本金200万円の上村建設工業株式会社。
- 1964年（昭和39年）- 4月、一級建築士事務所登録。
- 1967年（昭和42年）- 4月、千葉支社開設。
- 1969年（昭和44年）- 1月、宅地建物取引業、建設大臣免許。
- 1997年（平成９年）- 12月15日、ホテルマークワン株式会社を設立。
- 1998年（平成10年）- 6月、ホテルマークワンアビコ1号店（千葉県我孫子市・110室）を開業。
- 2002年（平成14年）- 6月、ホテルマークワンCNT2号店（千葉県印西市・131室）を開業。

## 支社
- 千葉県我孫子市天王台1-24-10